# Тросна (приток Оки)
Тросна — река в Троснянском и Кромском районах Орловской области. Исток реки находится в 2 км восточнее деревни Средняя Морозиха, на отметке высоты около 200 м, течёт вначале на запад, затем на север и северо-восток, впадает в 1465 км по левому берегу реки Ока, севернее села Макеево, на отметке высоты 168 м. Длина реки составляет 21 км, площадь водосборного бассейна — 117 км².

## Данные водного реестра
По данным государственного водного реестра России относится к Окскому бассейновому округу, водохозяйственный участок реки — Ока от истока до города Орёл, речной подбассейн реки — бассейны притоков Оки до впадения Мокши. Речной бассейн реки — Ока.
Код объекта в государственном водном реестре — 09010100112110000017616.